# Old Melbourne Gaol

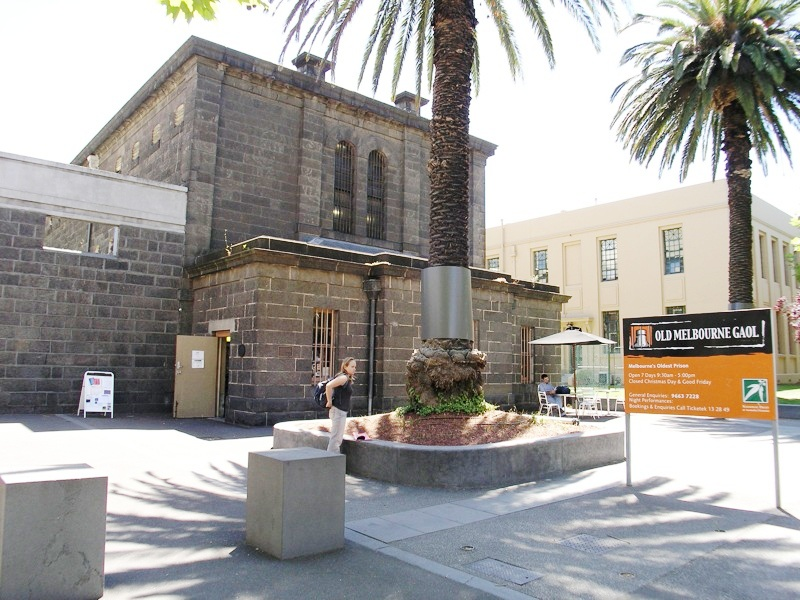
Old Melbourne Gaol

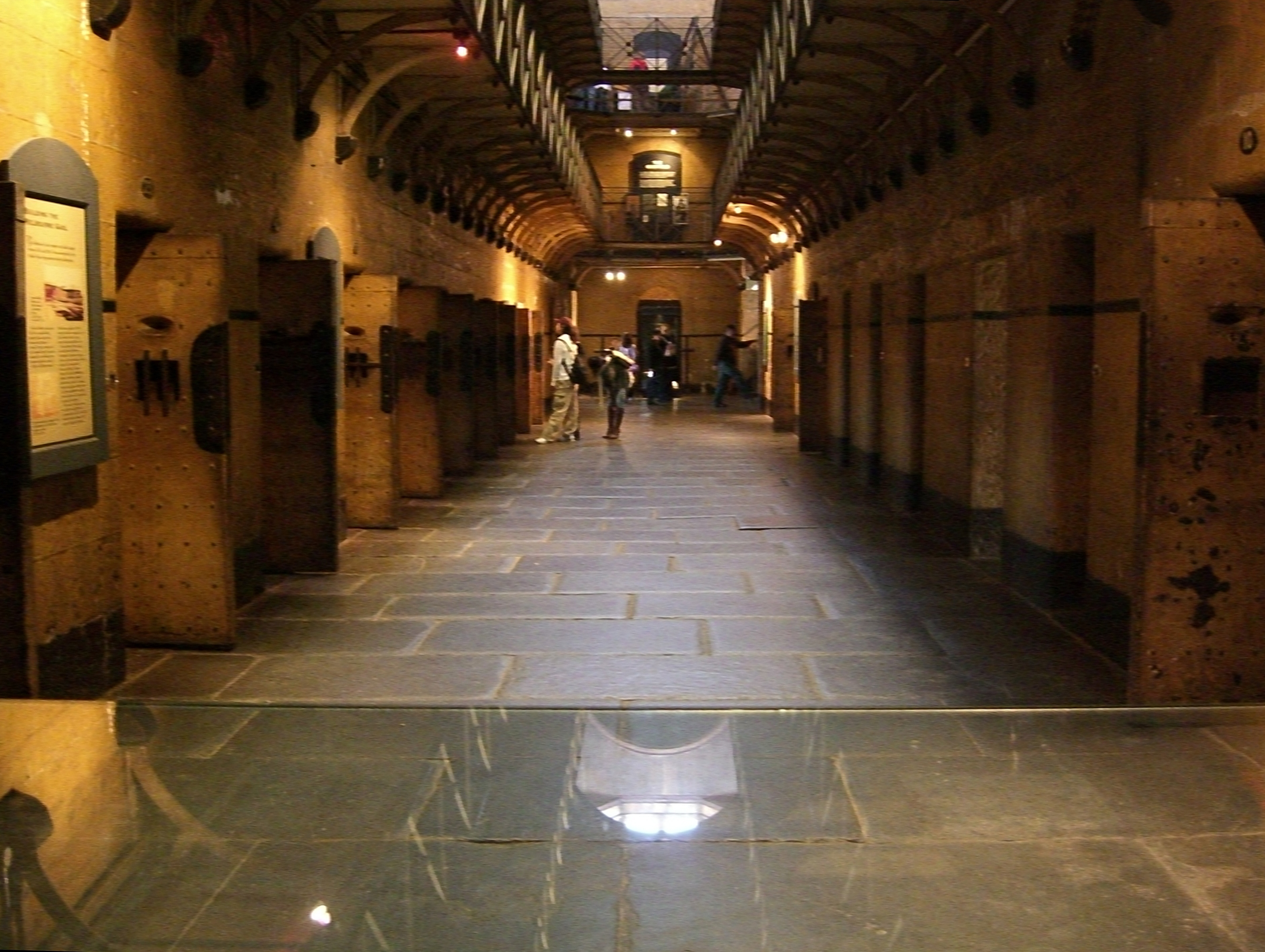
Old Melbourne Gaol

The Old Melbourne Gaol ist ein Museum und ehemaliges Gefängnis in Melbourne im Bundesstaat Victoria, Australien. Es war Schauplatz von 135 Hinrichtungen und beherbergte manche der berüchtigtsten Verbrecher Victorias, darunter auch den bekannten Straßenräuber Ned Kelly. Das Gefängnis wurde bereits 1924 geschlossen. Heute zeigt das Old Melbourne Gaol einen Einblick in das Gefängnisleben des 19. Jahrhunderts.

## Geschichte
Als erstes permanentes Gefängnis von Port Phillips wurde ein Stück Buschland nordöstlich von Melbourne ausgewählt. Am 1. Januar 1838 wurde George Wintle für 100 Pfund im Jahr zum Gefängniswärter ernannt; mit der Site, die umgangssprachlich als das Hotel von Wintle bekannt wird. Der Bau des Gefängnisses begann in den Jahren 1839–1840 in der Collins Street West, aber es galt damals als zu klein. Ein zweites Gefängnis wurde dann zwischen 1841 und 1844 an der Ecke Russell Street und La Trobe Street neben dem damaligen Supreme Court errichtet. Der erste Zellenblock wurde 1845 für Häftlinge eröffnet, aber die Einrichtungen wurden als unzureichend angesehen; Fluchten treten häufig auf. Das Gefängnis war bereits 1850 überfüllt.
Mit der Entdeckung von Gold im Jahr 1851 (als der Bezirk Port Phillip zur neuen Kolonie Victoria wurde) und dem daraus resultierenden Bevölkerungszustrom wurde es schwieriger, Recht und Ordnung aufrechtzuerhalten. Anschließend wurde zwischen 1852 und 1854 ein neuer Flügel mit eigener Umfassungsmauer errichtet; das Gebäude mit Blaustein statt Sandstein. Der Entwurf basierte auf dem des britischen Gefängnisingenieurs Joshua Jebb und insbesondere den Entwürfen für das Pentonville Model Prison in London (das zu den damaligen Theorien zur Gefängnisreform passte). Der neue Flügel wurde zwischen 1857 und 1859 erweitert, wobei in dieser Zeit auch die Grenzmauer erweitert wurde. 1860 wurde ein neuer Nordflügel gebaut; die Eingangsgebäude, eine zentrale Halle und eine Kapelle umfasste. Zwischen 1862 und 1864 wurde auf der Westseite ein Zellenblock für weibliche Häftlinge errichtet – im Wesentlichen eine Nachbildung des heutigen Ostblocks (bis zu diesem Zeitpunkt wurden weibliche Häftlinge nicht von den männlichen Häftlingen getrennt). Im Jahr 1864 wurden die Umfassungsmauer und das gesamte Gefängnis fertiggestellt;was es zu einem dominierenden Merkmal der Autorität in der Skyline von Melbourne macht.
Nach seiner Fertigstellung nahm das Gefängnis einen ganzen Stadtblock ein und umfasste Übungshöfe, ein Krankenhaus in einem der Höfe, eine Kapelle, ein Badehaus und Personalunterkünfte. An der Ecke Franklin Street und Russell Street wurde ein Haus für die obersten Wärter gebaut, und 1860 wurden 17 Häuser für Gefängniswärter in der Swanston Street gebaut. Aus der Gegend geborgene Artefakte weisen darauf hin, dass sogar die Gefängniswärter und ihre Familien in den 1850er- und 1860er-Jahren innerhalb der Gefängnismauern lebten.